# Anaconda (instalador)
Anaconda é o instalador do Red Hat Enterprise Linux e Fedora. É escrito em Python e C, com uma interface gráfica usando PyGTK e uma interface de texto usando newt. Um arquivo do kickstart pode ser usado para configurar automaticamente a instalação, permitindo aos executá-lo com supervisão mínima.
O Anaconda é usado pelo RHEL, Fedora e um número de outros projetos, ele oferece um modo texto e modo GUI, logo os usuários podem instalar em uma ampla gama de sistemas.
Anacondas são cobras comedoras de lagarto (semelhante às pythons), e o programa de instalação Caldera foi chamado de "lagarto", daí o nome.